# Rechte driehoeksvaren
De rechte driehoeksvaren (Gymnocarpium robertianum) is een varen die behoort tot de familie Cystopteridaceae. De soort staat op de Nederlandse Rode lijst van planten als zeer zeldzaam en stabiel of in aantal toegenomen. In Nederland is de plant vanaf 1 januari 2017 niet meer wettelijk beschermd. De plant komt van nature voor op het noordelijk halfrond. In Nederland komt de plant voor in Zuid-Limburg en de Noordoostpolder. Het blad van heeft een duidelijk driehoekige vorm en de bladsteel is recht, vandaar de naam rechte driehoeksvaren. Het blad heeft een eigenaardige geur. Het aantal chromosomen is 2n = 160.
De plant is een vaste plant met een wortelstok, die bezet is met tot 4 mm dikke schubben. De soort wordt 10-45 cm hoog.

## Bladen
De bladen overwinteren niet. Ze staan alleen, maar op korte afstand van elkaar en zijn maximaal 45 cm lang, waarvan ongeveer twee derde voor de steel. De bladsteel is donkerbruin tot zwart en evenals de bladspil dicht behaard met korte klierharen. Het blad is ook behaard en dofgroen, stevig, breed driehoekig (iets langer dan breed) tot ruitvormig, en dubbelgeveerd.

## Sporenhoopjes
De sporendoosjes, waarin de sporangia, liggen in ronde tot ovale hoopjes in rijen langs beide zijden van de nerven aan de onderzijde van het blad en worden niet afgesloten door een dekseltje, vandaar de naam Gymnocarpium. De sporen zijn rijp van juli tot september.

## Voortplanting
Voor de voortplanting van de rechte driehoeksvaren, zie bij varens.

## Biotoop
De rechte driehoeksvaren komt voor op vochtige, kalkrijke grond in lichte hellingbossen. In bewoonde en stedelijke gebieden groeit hij soms op oude vochtige muren, kaden, waterputten, oude sluisdeuren.

## Plantengemeenschap
De rechte driehoeksvaren is een kensoort voor de tongvaren-associatie (Filici-Saginetum).

## Verwante en gelijkende soorten
De rechte driehoeksvaren heeft in België en Nederland nog een nauwe verwant, de gebogen driehoeksvaren (Gymnocarpium dryopteris). Deze is te onderscheiden door zijn scherp geknikte steel, de blaadjes hebben geen speciale geur en op de bladsteel zitten geen of slechts enkele klierharen.

## Namen in andere talen
De namen in andere talen kunnen vaak eenvoudig worden opgezocht met de interwiki-links.
- Duits: Ruprechtsfarn
- Engels: Limestone Fern, Scented Oak Fern
- Frans: Gymnocarpe de Robert, Polypode du calcaire